# Livia de decemviris
Livia de decemviris va ser una antiga llei romana de les denominades Agrariae establerta a proposta del tribú de la plebs Marc Livi Drus. Està datada a la segona meitat del segle i aC després de la conquesta de Cartago, i establia la creació de decemvirs per repartir les terres de l'Àfrica.